# Marie-Louise de Vylder-Lehmann
Marie-Louise de Vylder-Lehmann, född de Vylder den 10 november 1899 i Övertorneå, död 9 december 1986 i Göteborg, var en svensk föreläsare, filantrop, journalist och hjälparbetare. Hon var aktiv i flyktinghjälpen under 1930- och 1940-talen.

## Biografi
Marie-Louise de Vylder föddes och växte upp i Matarengi i Övertorneå som äldsta barnet till folkskolepionjärerna Ludvig och Elisabeth De Vylder. Föräldrarna grundade Sveriges nordligaste folkhögskola i Matarengi samma år som dottern föddes. År 1911 flyttade familjen till Halland, där Ludvig de Vylder fått en ny tjänst som rektor för Katrinebergs folkhögskola. I familjen fanns sammanlagt åtta barn.
Marie-Louise de Vylders föräldrar var båda mycket engagerade i människorättsfrågor, vilket kom att påverka barnen mycket, och särskilt Marie-Louise de Vylder. Modern var dock av uppfattningen att hemmet var kvinnans särskilda arbetsplats. Alla barnen undervisades i skolåldern i hemmet av föräldrarna, och de två äldsta döttrarna fick ingen vidare utbildning. Den tredje dottern, Estrid de Vylder, gick i faderns fotspår när det gällde studier i Lund och skrev in sig vid den filosofiska fakulteten vid Lunds universitet i oktober 1924, samma år som hon tog studenten. Två år senare, 1926, flyttade även Marie-Louise de Vylder till Lund, när hon gifte sig med den dansk-svenska läkaren och kemisten Jörgen Lehmann. Paret fick två söner, Orla och Klas-Erik, och medan Marie-Louise de Vylder-Lehmann till stor del ägnade sig åt att ta hand om hemmet, så fokuserade Jørgen Lehmann på sin karriär. År 1935 flyttade han till Cornell Medical School vid Rockefeller University i New York för att förkovra sig ytterligare i medicinstudierna. Marie-Louise de Vylder-Lehmann bodde då kvar i Lund tillsammans med de två sönerna. Hon undervisade skolbarn i hemmet och var också engagerad i Internationella Kvinnoförbundet för Fred och Frihet (IKFF). 

### Flyktinghjälp
Mot slutet av 1930-talet blev hon ordförande för det sydsvenska distriktet, och var sålunda delaktig i att ta emot de första judiska flyktingarna, som anlände till Sverige på flykt undan farorna i tysktalande områden. Hon var även aktiv som journalist och föreläsare med fokus på FN-frågor.
År 1937 blev Jørgen Lehmann professor i medicinsk biokemi vid Aarhus universitet, varvid hela familjen flyttade dit. Vistelsen i Århus blev dock inte långvarig, eftersom Jørgen Lehmann redan året därpå fick tjänst som överläkare och chef för Sahlgrenska sjukhusets centrallaboratorium i Göteborg. Familjen slog sig ned på Viktoriagatan i Göteborg.
Marie-Louise de Vylder-Lehmann fortsatte, att engagera sig i flyktingfrågan. Svenska staten förhöll sig länge avvaktande till att ta emot flyktingar, men efter Kristallnatten framstod problemet som mer akut, och i december 1938 beslutades att Sverige skulle ta emot en kvot om 200 judiska barn och ungdomar. Marie-Louise de Vylder-Lehmann var då ordförande för Göteborgssektionen av IKFF, och fick därför en ledande position i bildandet av Göteborgs hjälpkommitté för landsflyktiga, som inrättades för att ta emot och hjälpa barnen.
Marie-Louise de Vylder-Lehmann hade ansvaret för barnens placering, och då antalet frivilliga fosterfamiljer till en början var mycket litet satte hon in annonser i Göteborgs Handels- och Sjöfartstidning. Hon förde bok över familjerna och deras önskemål vad gällde barn och hade kontakt med barnens föräldrar i Berlin och Wien för att tillse resan till Sverige. Hon välkomnade barnen på järnvägsstationen i Göteborg, såg till att de blev upphämtade av sina fosterfamiljer eller ordnade med transport. Hon hade därefter brevledes kontakt med både de placerade fosterhemsbarnen, deras fosterföräldrar och de biologiska föräldrarna. Eftersom antalet villiga fosterfamiljer inte räckte till inrättades ett barnhem för flickor, det så kallade Flickhemmet, i en villa på Viktoriagatan. Marie-Louise de Vylder-Lehmann satt i styrelsen för Flickhemmet och följde noga de yngre barnens skolgång och att de äldre barnen gick i lära i olika yrken. Hon skrev också ett stort antal artiklar om barnflyktingarna i olika tidningar. Sammanlagt kom ett 100-tal judiska barn till Göteborg under denna period, varav vissa senare inte kunde återvända hem, eftersom deras föräldrar och släktingar dött under kriget.
Makarnas olika fokus tärde på familjetillvaron. Jørgen Lehmann tillbringade långa dagar i laboratoriet på Sahlgrenska universitetssjukhuset, medan Marie-Louise de Vylder-Lehmann ägnade mycken tid åt det humanitära arbetet. Makarna skildes den 2 januari 1947. År 1948 gifte Jørgen Lehmann om sig med Maja Wistrand (1911–2009).

### Övriga aktiviteter
I november 1958 blev Marie-Louise de Vylder-Lehmann aktiv i arbetet att bistå Göteborgs hemlösa, vilket ledde fram till upprättandet av ”Fyrbåksexpressen”, Sveriges första tåghem för uteliggare. Projektet hade sin upprinnelse i ett samtal mellan Marie-Louise de Vylder-Lehmann och Arne Nilsson, stensättare på Gatukontoret i Göteborg och även kallad "Sten-Jesus". Arne Nilsson hade under flera år verkat för att hjälpa Göteborgs hemlösa, efter att själv ha blivit evangelist och rest sig ur sitt alkoholmissbruk. De två påbörjade en rundvandring mellan myndigheter och butiker i Göteborg och bad om hjälp, och erhöll stora bidrag från flera håll. SJ skänkte tre järnvägsvagnar, två sovvagnar med sammanlagt 67 sängplatser och en restaurangvagn. Hamnstyrelsen ordnade med uppställningsplats i Fiskhamnen i Göteborg, och Energiverket bidrog med ström. Vagnarna fick namnet Fyrbåksexpressen efter inspiration från det liknande projektet Himmelekspressen i Köpenhamn, och i enlighet med Frälsningsarméns användning av termen "fyrbåkskår" som benämning på arbetet, att hjälpa personer ut ur alkoholmissbruk. Tåghemmet invigdes under högtidliga former söndagen den 15 februari 1959, och stod kvar fram till 1965, då vagnarna fraktades bort för att ge plats för Oscarsleden.
Marie-Louise de Vylder-Lehmann tillskrivs äran för att starkt ha bidragit till att Drottning Kristinas jaktslott, ett korsvirkeshus daterat till början av 1700-talet, på berget Otterhällan i Göteborg, bevarades för eftervärlden. I mars 1971 inleddes räddningskampanjen då huset hotades av omedelbar rivning i samband med nybyggnationer i området. Marie-Louise de Vylder-Lehmann, som då var ordförande för Folkpartiets centrumkrets i Göteborg, bidrog till att bilda en kommitté för att rädda huset. Kommittén samlade in kapital för att rädda huset och fick från Göteborgs fastighetskontor tillstånd, att låta flytta huset till en annan tomt, som ställts till förfogande i närheten vid Otterhällan. Bland annat för att administrera flytten bildades den ideella föreningen Kulturminnesföreningen Otterhällan, vilken idag äger och förvaltar huset. Marie-Louise de Vylder-Lehmann var ordförande för kulturminnesföreningen under tidsperioden 1973–1978.
För sitt arbete med att bland annat bevara Drottning Kristinas jaktslott förlänades hon 1974 Vasaorden, och fick på sin 87-årsdag motta Riksförbundets för Hembygdsvårds hedersnål med lagerkrans.
Hon var på äldre dagar bosatt på Skäpplandsgatan i Järnbrott, Högsbo församling. Marie-Louise de Vylder–Lehmann avled den 9 december 1986 och gravsattes den 7 januari 1987 på Kvibergs kyrkogård i Göteborg.